# Shoalhaven River
Shoalhaven River är ett vattendrag i Australien. Det ligger i delstaten New South Wales, i den sydöstra delen av landet, omkring 120 kilometer söder om delstatshuvudstaden Sydney. Arean är 32 kvadratkilometer.
I omgivningarna runt Shoalhaven River växer i huvudsak städsegrön lövskog. Genomsnittlig årsnederbörd är 1 352 millimeter. Den regnigaste månaden är februari, med i genomsnitt 211 mm nederbörd, och den torraste är juli, med 36 mm nederbörd.